# Luz-Ardiden

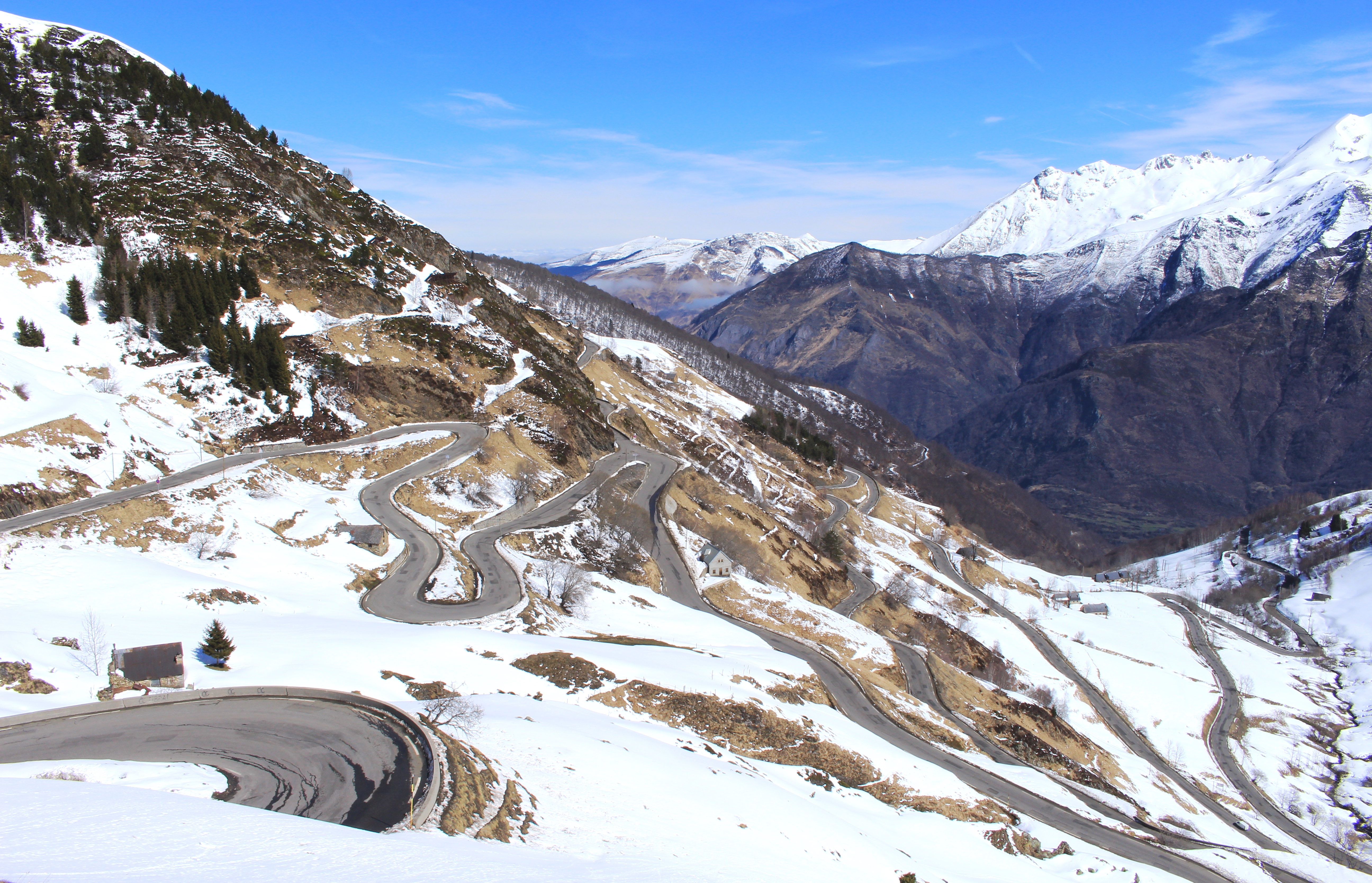
Route en lacet menant à la station.

Luz-Ardiden est une station de sports d'hiver des Pyrénées située sur la commune de Luz-Saint-Sauveur dans le département des Hautes-Pyrénées en région Occitanie. Elle est composée de deux secteurs interconnectés : Béderet (1680m) et Aulian (1730m).

## Géographie
Luz-Ardiden se trouve au nord du massif d'Ardiden dans la chaîne des Pyrénées. Située à 12 kilomètres du centre-ville de Luz-Saint-Sauveur, Luz-Ardiden (altitude 1 700–2 500 m) s'étend sur un domaine de 110 hectares et propose 60 kilomètres de pistes balisées tous niveaux.st sur les versants de la Soum d'Arrioune (2 572 m), Pic d'Aulian (2 480 m), Capérette (2 395 m) et Pic de Viscos (2 141 m). Quant au secteur de Bédérét, il monte sur le versant est de la Soum des Aulheres (2 168 m).

Sélection de vues de la station.
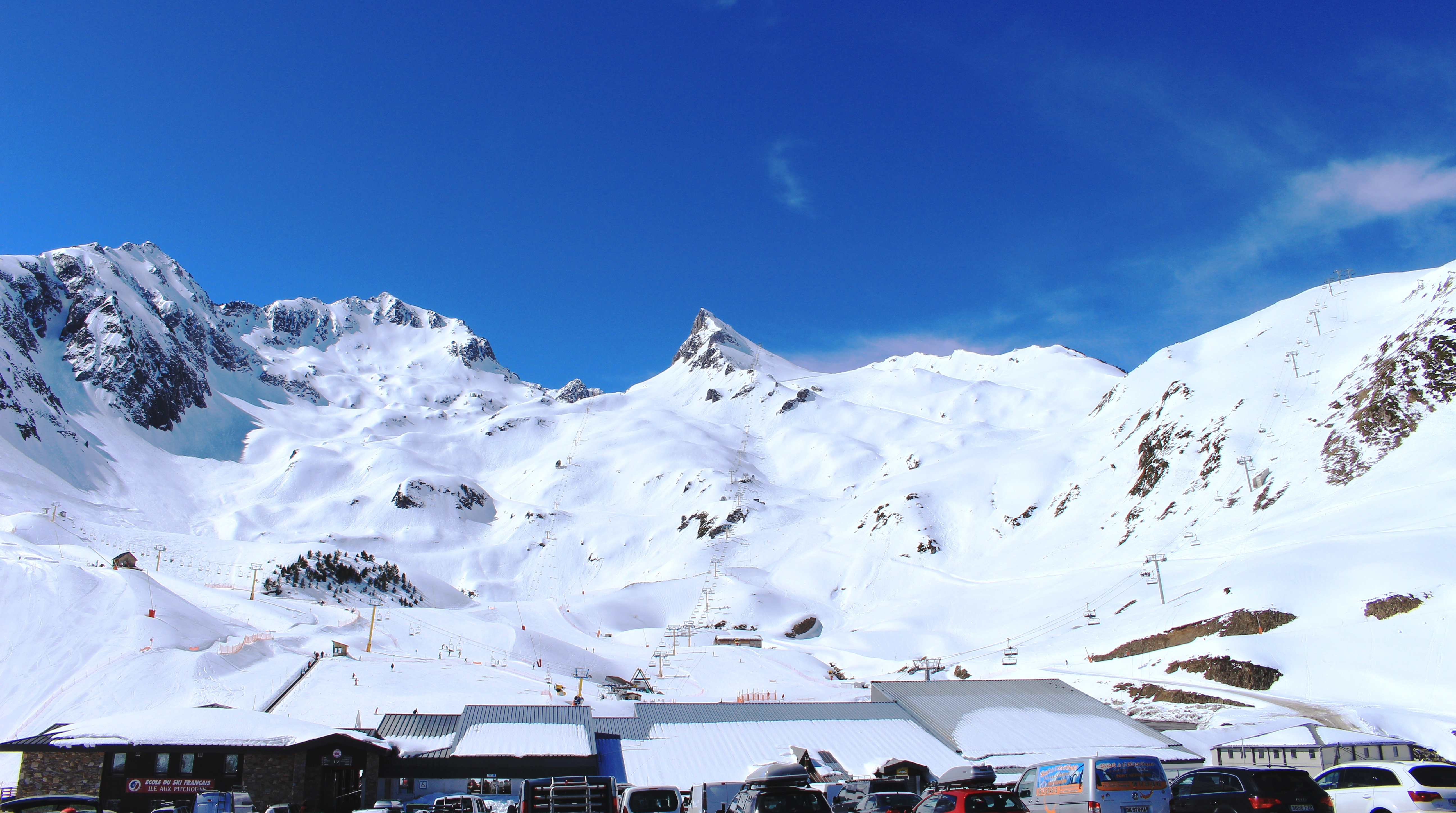
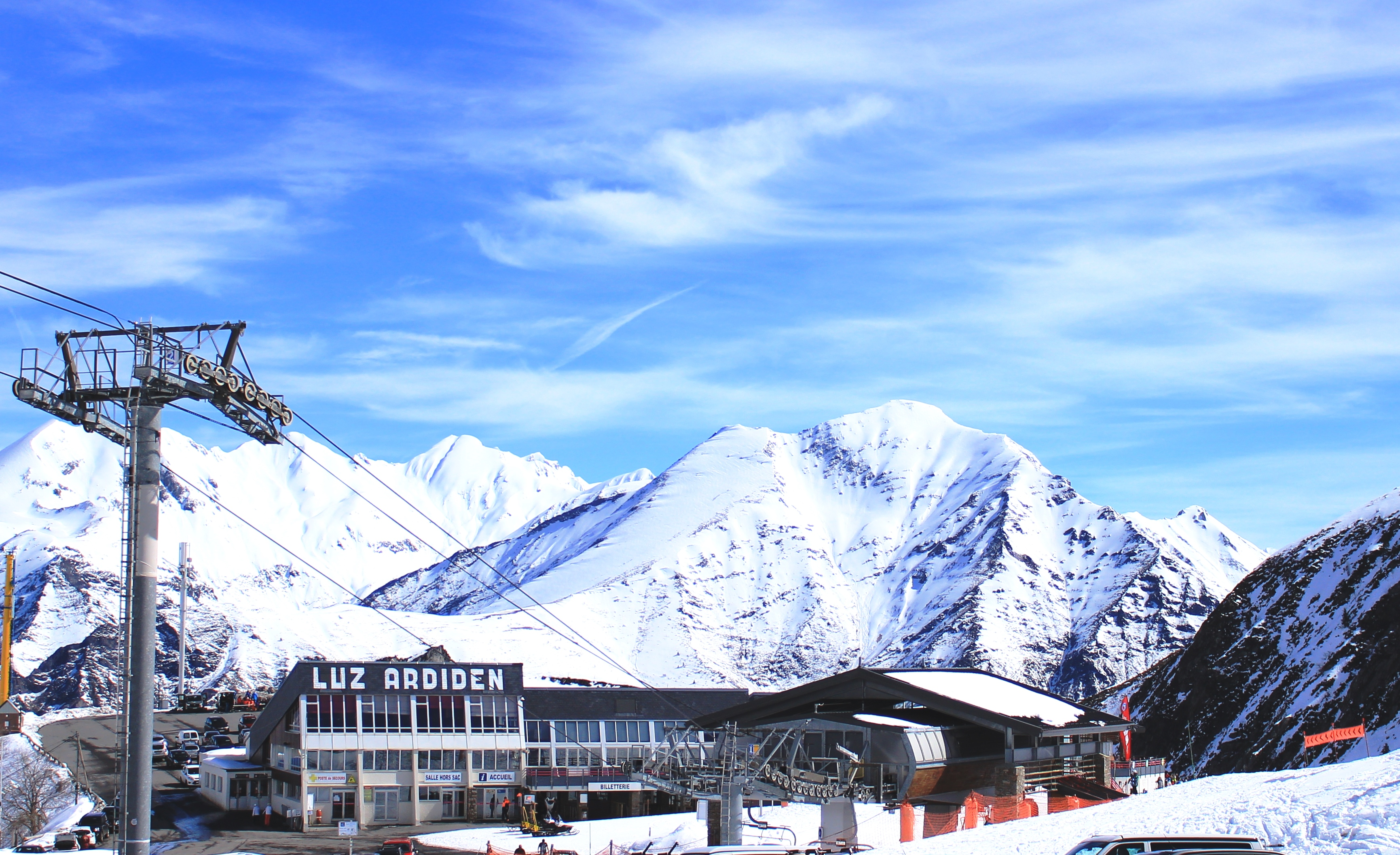
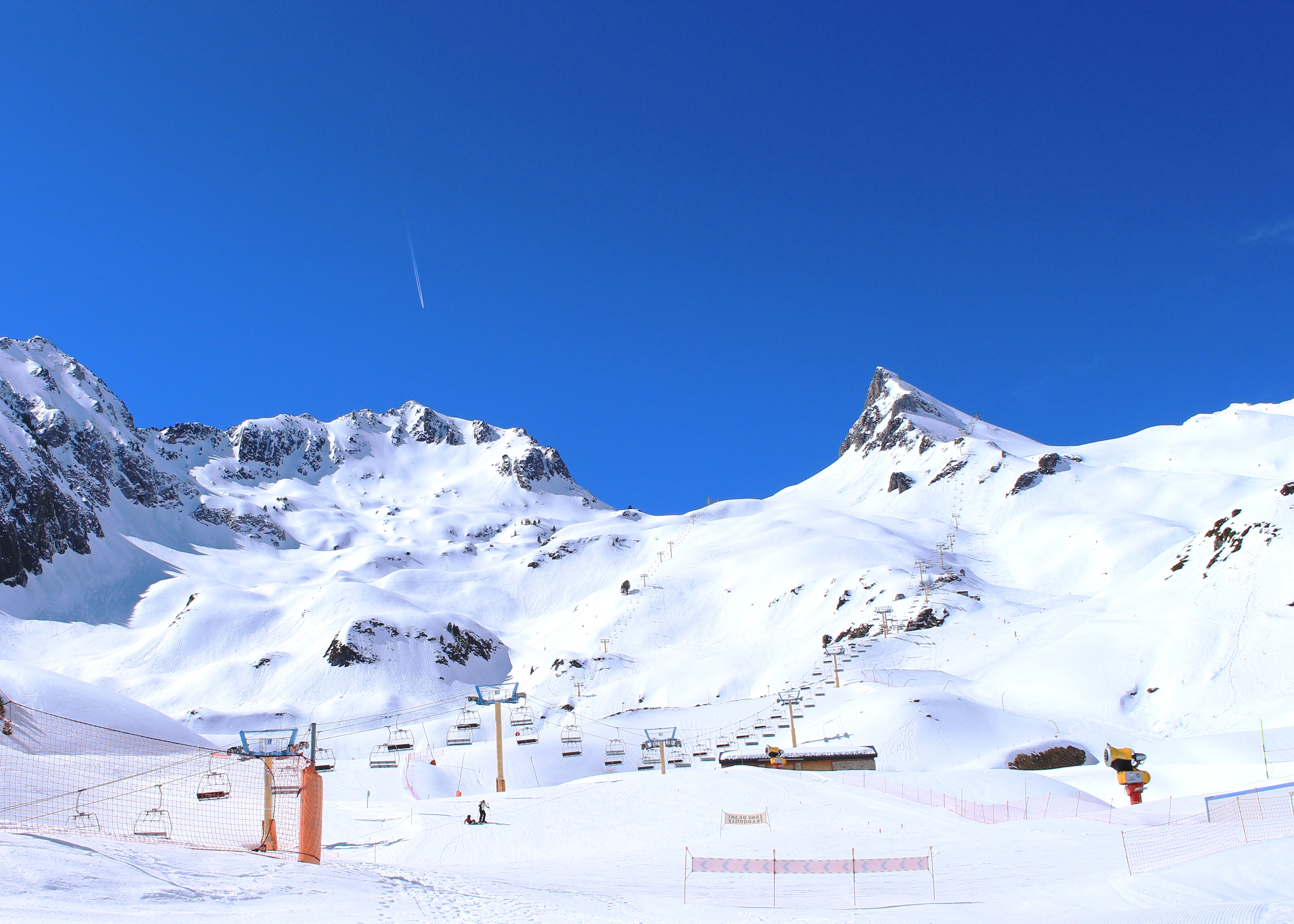

## Histoire
Elle est imaginée en 1966 par les élus locaux des cinq communes de Luz-Saint-Sauveur, Grust, Sazos, Sassis et Viscos. Les travaux ont commencé avec l’ouverture de la route depuis Grust en 1970. La première ouverture de la station a lieu le 16 janvier 1975 sur le site du Béderet. Le secteur d’Aulian est ouvert la saison suivante avec les téléskis Turon 1 et Pourtère 1 et 2.
Un accident mortel se produit le 1er mars 1987 faisant 6 morts et 87 blessés. La rupture du massif d'ancrage du pylône d'arrivée de la gare du télésiège de la Caperette, inauguré en début de saison, a projeté au sol une cinquantaine de nacelles. Cet accident ainsi que celui de Vaujany a fait évoluer la réglementation concernant la maîtrise d'œuvre des remontées mécaniques (nouveau règlement du 18 avril 1989).
Après des années où la station survivait, pour redynamiser la station, les stations du Cirque du lys et de Luz-Ardiden ont décidé de se regrouper. Ce projet comprend une construction d'une télécabine partant du village de Cauterets et arrivera sur les crêtes de Luz-Ardiden.
La fusion des régies gérant les stations de Luz-Ardiden et du Cirque du Lys a eu lieu le 1er juillet 2019.
Le projet de télécabine prévoit une échéance entre 2022 et 2024.
À la suite des élections municipales de 2020, ce projet est finalement abandonné par la commune de Cauterets qui préfère ne pas risquer de tripler son domaine skiable en s’alliant avec Luz car son domaine est très largement rentable pour le moment malgré sa taille et son prix élevé.

## Autres activités

### Cyclisme
La route qui mène à Luz-Ardiden finit dans un cul-de-sac, mais la montée étant particulièrement difficile, cela en fait souvent une arrivée d'étape du Tour de France. Partant de Luz-Saint-Sauveur (710 m), la montée jusqu'au secteur d'Aulian (1 720 m) fait 14,7 km de long. Le dénivelé est de 1 010 m, soit une pente en moyenne de 6,9 %, avec un maximum à 10 %.

#### Tour de France
Le Tour fait donc régulièrement étape à Luz, et la longue montée à la station de ski (col hors catégorie) en fait une étape très convoitée depuis sa 1re apparition au programme du Tour en 1985 et la rude bataille qu'y mena Bernard Hinault pour conserver son maillot jaune. Après le calvaire de Bernard Hinault, c’est Pedro Delgado déjà vainqueur en 1985, qui, en 1988, en s'accrochant aux basques de Gilbert Duclos-Lassalle, consolida son maillot jaune en distançant définitivement Steven Rooks et Fabio Parra. Puis ce fut Claudio Chiappucci qui y connut le purgatoire, lui aussi vêtu du Maillot Jaune, en 1990 : après la charge de Greg LeMond, il ne lui restait plus que 5 secondes d’avance au général, tandis que Miguel Indurain venait de remporter la seconde étape de montagne de sa carrière, victoire qui annonçait une domination sans partage sur le Tour pendant les 5 ans suivants. Quatre ans plus tard, c’est à Luz-Ardiden que commençait, avec une première victoire d’étape après une longue échappée solitaire, le destin montagnard de Richard Virenque qui y gagna sa réputation de grimpeur en 1994.
| Année | Étape | Catégorie           | Départ de l'étape   | Distance (km) | Vainqueur d'étape         | Maillot jaune      |
| ----- | ----- | ------------------- | ------------------- | ------------- | ------------------------- | ------------------ |
| 2021  | 18    | Hors catégorie (HC) | Pau                 | 129,7         | Tadej Pogačar             | Tadej Pogačar      |
| 2011  | 12    | Hors catégorie (HC) | Cugnaux             | 211           | Samuel Sánchez            | Thomas Voeckler    |
| 2003  | 15    | Hors catégorie (HC) | Bagnères-de-Bigorre | 159,5         | Lance Armstrong           | Lance Armstrong    |
| 2001  | 14    | Hors catégorie (HC) | Tarbes              | 144           | Roberto Laiseka           | Lance Armstrong    |
| 1994  | 12    | Hors catégorie (HC) | Lourdes             | 204,5         | Richard Virenque          | Miguel Indurain    |
| 1990  | 16    | Hors catégorie (HC) | Blagnac             | 215           | Miguel Indurain           | Claudio Chiappucci |
| 1988  | 15    | Hors catégorie (HC) | Saint-Girons        | 187,5         | Laudelino Cubino González | Pedro Delgado      |
| 1987  | 14    | Hors catégorie (HC) | Pau                 | 166           | Dag Otto Lauritzen        | Charly Mottet      |
| 1985  | 17    | Hors catégorie (HC) | Toulouse            | 209,5         | Pedro Delgado             | Bernard Hinault    |

#### Tour d'Espagne
La station a aussi servi d'arrivée d'étape du Tour d'Espagne à deux reprises. En 1992, le grimpeur espagnol Laudelino Cubino remporte l'étape, quatre ans après son succès sur le Tour de France. En 1995, le Français Laurent Jalabert y gagne sa cinquième étape, quelques jours avant de triompher au classement général final.
| Année | Étape | Catégorie                | Départ de l'étape | Distance (km) | Vainqueur d'étape | Leader du général |
| ----- | ----- | ------------------------ | ----------------- | ------------- | ----------------- | ----------------- |
| 1995  | 17    | Catégorie Spéciale (ESP) | Salardu           | 179           | Laurent Jalabert  | Laurent Jalabert  |
| 1992  | 9     | Catégorie Spéciale (ESP) | Vielha            | 144           | Laudelino Cubino  | Jesús Montoya     |

#### Route d'Occitanie
La station accueillait l'arrivée de la 3e étape de la Route d'Occitanie 2025, étape remportée par Nicolas Prodhomme, qui prenait du même coup la tête du classement général.

### Randonnées
L'été, depuis le parking de la station, on peut accéder au pic d'Ardiden (2 988 m).

## Voies d'accès
L'accès routier se fait depuis Luz-Saint-Sauveur par la route départementale D 12.